# Ukapljeni naftni plin
Ukapljeni naftni plin (LPG ili UNP, također propan-butan ili autoplin) je mješavina ukapljenih ugljikovodika nastalih preradom nafte koji su u normalnom stanju plinovi, a pri povećanju tlaka prelaze u tekuće stanje.
U međunarodnom prometu označava se kraticom LPG prema engleskom nazivu liquified petroleum gas.
Ima vrlo raširenu upotrebu, kao izvor energije u industriji i domaćinstvu, zatim i kao zamjena za skuplja goriva u automobilima, a u zadnje vrijeme zamjenjuje razne tipove freona kao aerosol u raznim bocama pod pritiskom, da bi se smanjio štetan utjecaj čovjeka na okoliš, tj. da bi se izbjeglo oštećenje ozonskog omotača freonskim plinovima.
Ukapljeni naftni plin se sastoji većinom od propana C3H8 ili butana C4H10, a najčešće je smjesa obaju plinova. U manjim koncentracijama, u ukapljenom naftnom plinu su sadržani i neki drugi plinovi, kao što su propilen, butilen,...
Kako je ukapljeni naftni plin bez boje i mirisa, a prilikom propuštanja predstavlja potencijalnu opasnost, dodavaju mu se posebni dodaci (npr. etan-etiol ili tetrahidro-tiofen) koji ukapljenom naftnom plinu daju miris i time olakšavaju otkrivanje propuštanja.
Međunarodni standard koji uređuje pitanja oko ukapljenog naftnog plina je EN 589, a Hrvatska priprema izvedenicu HRN EN 589.

## Proizvodnja i svojstva
| Molarna masa                                           | 44,09   | 58,12   |
| Specifična težina u plina odnosu na zrak (zrak = 1)    | 1,5     | 2,0     |
| Specifična težina tekućine u odnosu na vodu (voda = 1) | 0,510   | 0,575   |
| Točka ključanja (°C)                                   | -42     | -0,5    |
| Točka smrzavanja (°C)                                  | -186    | -150    |
| Donja ogrijevna moć kapljevine kcal/kg                 | 11 000  | 10 900  |
| Donja ogrijevna moć kapljevine kJ/kg                   | 46 000  | 45 600  |
| Gornja ogrijevna moć kapljevine kcal/kg                | 11 900  | 11 800  |
| Gornja ogrijevna moć kapljevine kJ/kg                  | 49 800  | 49 400  |
| Donja ogrijevna moć plina kcal/kg                      | 22 600  | 29 000  |
| Donja ogrijevna moć plina kJ/kg                        | 94 600  | 121 300 |
| Gornja ogrijevna moć plina kcal/kg                     | 24 000  | 30 700  |
| Gornja ogrijevna moć plina kJ/kg                       | 100 400 | 128 500 |
| Temperatura zapaljenja (°C)                            | 450-500 | 420-490 |
| Temperatura plamena (°C)                               | 1 970   | 1 975   |
| Kritični tlak (bar)                                    | 45,5    | 37,8    |

Plinska boca od 10 kg plina ima ukupna energetsku vrijednost od 128,0 kWh

LPG je jedan od proizvoda koji se dobiva rafiniranjem sirove nafte u rafinerijama (oko 40%), ili izdvajanjem propana i butana iz prirodnog zemnog plina. Kada se govori o LPG-u, treba razlikovati dva stanja: tekuće i plinovito. Uz to možemo govoriti i o ponašanju plina u zatvorenim spremnicima i tada razlikujemo 3 faze: tekuća, parna i plinovita.
Svi sastojci ukapljenog plina su plinovi u normalnom stanju, ali se s porastom tlaka pretvaraju u kapljevine. Tlak pri kojem se to dešava direktno je ovisan o vrsti smjese. Tako se čisti butan pretvara u kapljevinu već pri 2,2 bara, dok je tlak potreban za ukapljivanje propana puno veći:22 bara. Prilikom ukapljivanja se njihov volumen znatno smanjuje (do 270 puta). LPG ima veliku ogrijevnu moć, oko 44.4 MJ/kg.
Ukapljeni naftni plin ima vrlo nizak stupanj zagađenja okoline u odnosu na druga goriva slične ogrijevne moći i to ga čini poželjnim energentom.
Općenito govoreći LPG ima sljedeće prednosti:
Visoki stupanj iskorištenja - kod nekih postrojenja i do 95%
Mogućnost kombinacije s ostalim gorivima
Lako održavanje i sigurno rukovanje plinskim uređajima
Nema pripremnih faza za korištene energije
Svojstva LPG-a se mijenjaju ovisno o količini plinova koji ga čine, unutar parametara koji su dani u trablici i koji čine ekstremne slučajeve LPG-a, tj. čiste plinove.

## Upotreba
Zbog svojih svojstava i prednosti LPG se sve više afirmira kao jedno o vodećih alternativnih goriva današnjice. Koristi se masovno u kućanstvima, industriji i kao jedno od goriva u automobilskoj industriji. Smatra se da u svijetu ima više od 9.000.000 vozila koja koriste LPG za pogon. Time se potroši oko 16 000 000 tona ovog goriva godišnje ili oko 8% ukupne potrošnje. LPG na automobilskom sektoru povećava potrošnju 12-15% godišnje.
Zbog manjeg zagađenja od drugih goriva slične ogrijevne moći LPG dobiva sve veću potporu raznih svjetskih vlada, tako da se ohrabruje njegova upotreba u automobilima. Tako danas u Italiji ima više od 1 000 000 automobila s pogonom na plin, a mnoge tvrtke koje proizvode automobile rade serijski automobile s kombinacijom plin-benzin.
Razne varijante LPG-a (razni izo-butani) se danas upotrebljavaju u bocama pod tlakom kao pogonsko sredstvo (za istiskivanje sadržaja iz posude pod tlakom). Također, predstavljaju zamjenu i za freone (CFC, HCFC,HFC 134a) u rashladnim sustavima, da bi se izbjegao efekt staklenika, koji je prisutan danas zbog upotrebe freona. Tu se međutim javlja problem njihove zapaljivosti, koja nije postojala s freonima.
Upotreba LPG-a u domaćinstvima u svijetu je vrlo raširena. Jedan od najboljih primjera je Brazil, gdje skoro sva domaćinstva imaju spoj na LPG. Nasuprot tomu, Indija, jedan od najvećih potrošača LPG-a za domaćinstva, opskrbljuje samo oko 20% domaćinstava.
LPG se do potrošača dovodi plinovodima, prevozi stlačen u bocama, a veće količine se prevoze posebnim LPG brodovima.